# 盛一林
盛一林（1829年—），江西永新县龙门镇盛家村人，清朝官员。
同治二年（1863年），盛一林参加科举考试，成功登癸亥恩科进士。盛一朝历任山东平原、 沾化知县。
盛一林与盛一朝为兄弟。